# Retournement de la sphère

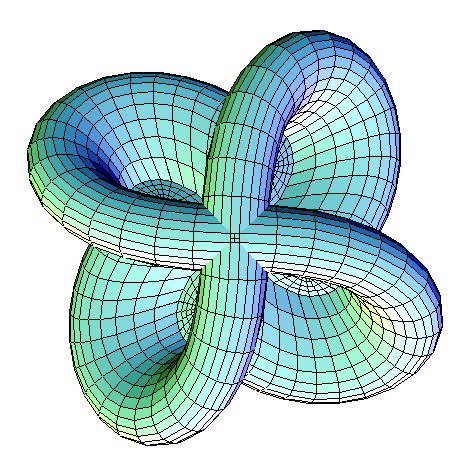
Surface de Morin, vue de dessus ; c'est une des étapes du retournement de la sphère construit par Bernard Morin.

En mathématiques, et plus précisément en topologie différentielle, le retournement de la sphère (ou éversion de la sphère) est une transformation faisant passer l'intérieur d'une sphère à l'extérieur dans l'espace usuel à trois dimensions, en autorisant la traversée de la surface par elle-même, mais en interdisant la formation de plis. Le fait qu'un tel processus soit possible a un caractère surprenant, ce qui fait que l'existence de ce retournement est parfois connue aussi sous le nom de paradoxe de Smale, d'après Stephen Smale qui le découvrit en 1958.

## Historique
L'existence d'un retournement paradoxal fut découverte par Stephen Smale en 1958.
Il est difficile de visualiser un tel retournement, bien que des animations infographiques aient été produites, rendant la tâche plus aisée ; le premier exemple explicite fut construit grâce aux  efforts de plusieurs mathématiciens, parmi lesquels Arnold S. Shapiro (en) et Bernard Morin, qui était aveugle. Il est plus facile de démontrer qu'un tel « retournement » existe sans le construire, comme le fit Smale.
Raoul Bott, qui était le directeur de recherche de Smale, lui déclara d'abord que son résultat était évidemment faux, faisant remarquer  que le degré de l'application de Gauss serait invariant dans un tel retournement — c'est la raison qui fait qu'on ne peut retourner le cercle S1 dans le plan R2. Mais les degrés des applications i (l'immersion canonique de S2 dans R3) et –i sont tous deux égaux à 1, et cet argument ne s'applique donc pas. De fait, il ne semble pas qu'il y ait eu avant le travail de Smale une analyse de la possibilité (ou non) de retourner la sphère.

## Énoncé et démonstration
Le « retournement » de la sphère dont Smale démontre l'existence est techniquement une homotopie, c'est-à-dire une suite continue d'immersions (des « plongements » autorisant la surface à se « croiser » elle-même) de la sphère dans l'espace ordinaire R3.
Plus rigoureusement, il s'agit d'une homotopie régulière (en) « retournant » la sphère, c'est-à-dire d'une application f différentiable (on peut d'ailleurs rendre f indéfiniment différentiable) de [0, 1]×S2 dans R3 (donc une déformation continue de la sphère), telle que sa restriction à {0}×S2 soit l'injection canonique i et que sa restriction à {1}×S2 soit -i (ce qui modélise le retournement), cette application étant sans singularité (les « plis » de la définition informelle), c'est-à-dire que chaque restriction de  f à {t}×S2 est une immersion.
La démonstration de Smale était indirecte, consistant à identifier des classes d'homotopie régulière d'immersions de sphères et de démontrer qu'on pouvait construire à partir de celles-ci une éversion de la sphère.

Animation de la surface de Boy.

Il existe à présent plusieurs constructions explicites permettant une visualisation de ce retournement :
- Les modèles intermédiaires (en) : ces homotopies utilisent une forme intermédiaire symétrique. Cette méthode, initialement développée par  Shapiro et Phillips en passant par une surface de Boy, fut par la suite améliorée par de nombreux autres auteurs, car les homotopies initialement construites à la main étaient loin d'être minimales. Nelson Max mit sept années pour construire un film d'animation montrant cette éversion, en se basant sur les modèles de Charles Pugh faits avec du grillage de cage à poules ; ce tour de force graphique sur ordinateur (pour l'époque) allait servir pendant de nombreuses années de référence pour des animations informatiques. Dans les années 1980, une optimisation de cette construction vint de la méthode du minimax (en), une application du  calcul des variations aux homotopies régulières, déterminant le chemin le plus court relativement à l'énergie de Wiimore (en). Inversement, la compréhension du comportement de l'énergie de Willmore demande de résoudre des équations aux dérivées partielles du quatrième ordre ; ainsi, ces images splendides concrétisent des mathématiques très profondes, allant bien au-delà de la démonstration abstraite de Smale.

- Les corrugations de Thurston : cette méthode, topologique et générique, part d'une homotopie plus ou moins arbitraire, et la transforme en une homotopie régulière[3].
- La construction de François Apéry (1986),élève de Bernard Morin à Strasbourg, a été basée à partir d'équations analytiques pour une surface non orientable[4],[5],[6].
- La construction d'Aitchison (2010) : elle utilise une combinaison de topologie et de géométrie, et ne s'applique qu'au retournement de la sphère. Elle permet une compréhension conceptuelle de la transformation, apparaissant comme issue de la structure métrique de la 3-sphère et de sa fibration de  Hopf (les détails de cette fibration ne sont pas vraiment nécessaires, il suffit de manipuler un plongement spécifique d'un cercle dans le tore[7]). Conceptuellement plus simple, cette construction se visualise cependant moins aisément[8].